# La Apoteosis de Popayán
La Apoteosis de Popayán o Canto a Popayán es un óleo de gran tamaño elaborado por el artista Efraím Martínez y ubicado en el Paraninfo Francisco José de Caldas de la Universidad del Cauca. Es la obra más famosa de Martínez, uno de los pintores más destacados de Colombia en el siglo XX.

## Historia
El departamento del Cauca, para conmemorar el IV centenario de la fundación de Popayán (1536-1936), encargó al maestro Efraím Martínez una obra que reflejase la historia de los hombres ilustres de Popayán en un desfile romántico y firmó un contrato con el artista en ese sentido, con base en la ordenanza 25 de 1935. Se decidió ubicar en el Paraninfo de la Universidad del Cauca, en el Claustro de Santo Domingo, obra de mediados del siglo XVIII eventualmente declarada Monumento Nacional de Colombia según decreto 2248 11-XII de 1996. El contrato tuvo un valor de seis mil pesos y luego se adicionaron diez mil.
La composición se basa en algunos de los poemas de Guillermo Valencia, en particular, su poema "A Popayán". Los versos de Valencia, esculpidos en mármol, acompañan al cuadro en sus lados, facilitando a los espectadores la interpretación del óleo.
El autor de la obra se hallaba dando unos retoques a su obra en la zona de las nubes y la figura de la tempestad, cuando le sobrevino un síncope. Álvaro Pío Valencia (hermano del presidente Guillermo León Valencia) lo encontró colgando de los andamios y, con la ayuda de trabajadores de la universidad, lo ayudaron a bajar y lo llevaron a casa, en donde murió meses después. El presidente Eduardo Santos, gran admirador de la obra del pintor y su amigo personal, le otorgó la Orden de Boyacá en enero de 1939 por su aporte al arte colombiano.

## Características físicas
Se trata de un lienzo monumental de 54 metros cuadrados (560 pies cuadrados), 9 metros de largo (29,75 pies) por 6 metros de alto (19,84 pies). Durante buena parte del siglo XX se le consideró el óleo más grande que se hubiese pintado en el mundo.
Martínez empezó a pintar "La apoteosis de Popayán" en octubre de 1935 y trabajó intensamente durante seis años consecutivos y después en forma intermitente, hasta seis meses antes de su muerte. El cuadro representa todo cuanto Popayán considera sus más preciadas glorias del pasado.

## Explicación gráfica del óleo
En el lienzo aparece Popayán con sus edificios característicos: la catedral, la torre del reloj, la ermita, Belén, las colinas que lo circundan, el volcán Puracé; el cielo, con sus arreboles. Una mujer -la tempestad- fulmina con el rayo y alborota el cielo, entre el negro nubarrón y la alada figura luminosa, en cuyas tendidas manos estalla la centella.
El cuadro, con 60 figuras humanas, está limitado a cada lado por dos robles: el árbol de Popayán y, a la derecha, la alta columna de un pórtico.
A la izquierda del espectador se ubica una figura sedente, vestida de blanco, que apoya la mano en un cetro y personifica a la ciudad de Popayán (modelo: Luz Valencia). A ella concurre toda la acción del cuadro. Delante de esta figura, la personificación de la poesía (modelo: Martha Sarria), coronada, tañe una lira de oro. Detrás, la primavera (modelo: Alicia Mosquera), arroja flores sobre el desfile que llega a rendir tributo a la ciudad.
Junto al roble, en la parte más alta y adarga en ristre, don Quijote de la Mancha, personificando el espíritu caballeresco de Popayán.
Tres aborígenes atónitos, escalonados, contemplan entre curiosos e indolentes el soberbio desfile.
Las figuras de Camilo Torres (desnudo el torso) y Francisco José de Caldas, El Sabio, de rodillas delante de las gradas, sirven de base al pedestal de Popayán y simbolizan el sacrificio.
A la izquierda del cuadro, en la parte inferior, el grupo de prelados ilustres nativos de Popayán o de ascendencia payanesa, conformado por los arzobispos Ignacio León Velasco, jesuita (vuelto de espaldas), y Manuel Antonio Arboleda Scarpetta, vicentino, y los obispos Pedro Antonio Torres (lleva la mano sobre el pecho), capellán del Libertador, y Juan Nieto Polo de Águila (hábito más oscuro), quienes representan el carácter religioso de la ciudad, expresado también en las iglesias del fondo.
Al lado opuesto, la figura a caballo de Sebastián de Belalcázar, fundador de la ciudad, quien admira su obra que sus ojos no soñaron.
Viene en seguida el grupo de madres, una de ellas (modelo: Mary Mosquera viuda de Vernaza) con sayas y manto negro, a la antigua, ofreciendo a su tierra natal los recuerdos de su ser. La de trenzas representada por María Mosquera y la posterior, por Maruja Simmonds de Lemos. A ellas, el poeta Valencia dedica sus mejores versos contenidos en la 12.ª estrofa de su obra "A Popayán".
Sigue el grupo de la conquista, eje del cuadro, con tres razas: el colono español, titán de los bosques (modelo: Miguel Concha), con el torso desnudo y el hacha sobre el tronco tendido bajo su planta; las de un esclavo (modelo: Julio Guevara) y un aborigen. A los anteriores los contempla un misionero, el jesuita, misionero y mártir Francisco de Figueroa, nieto del conquistador Francisco de Mosquera y Figueroa, quien con mirada protectora eleva la cruz redentora en recuerdo del papel evangelizador de la Iglesia en el Nuevo Mundo.
El grupo de la colonia viene representado por una pareja ataviada con los suntuosos trajes de la época: el caballero, Joaquín de Mosquera y Figueroa, quien llegó a ser regente de España y una dama (modelo: Matilde Olano de Fernández), quienes representan esta parte de la historia de la ciudad.
El grupo representativo de la transición entre la colonia y la república: el hidalgo que viste capa española, José María Mosquera y Figueroa -hermano de Joaquín- ofrece a sus cuatro hijos: el arzobispo Manuel José Mosquera, el gran general Tomas Cipriano de Mosquera, el diplomático Manuel María Mosquera y el presidente Joaquín Mosquera y Arboleda.
El grupo del general José Hilario López, en traje militar y con la banda presidencial, y esclavos a quienes dio la libertad.
Detrás, Julio Arboleda Pombo, el poeta-soldado, caminando hacia la gloria con Pubenza, cacica indígena descrita por Arboleda en su épico poema "Gonzalo de Oyón".
Detrás de Pubenza, en uniforme de gran parada y banda presidencial, el general José María Obando.
Entre Arboleda y Obando aparecen algunos de los numerosos payaneses que han ocupado el solio presidencial: Froilán Largacha, Andrés Cerón Serrano, Diego Euclides de Angulo Lemos y Julián Trujillo Largacha.
Detrás de Obando están Sergio Arboleda (hermano de Julio) y el general Carlos Albán.
Detrás, José Rafael Mosquera, famoso orador y Pedro Felipe Valencia, el conde de la Casa Valencia, poeta, prócer y mártir de la Independencia.
Les siguen: Manuel José Castrillón, "El Estoico", prócer de la Independencia, y Francisco Antonio de Ulloa, compañero de Francisco José de Caldas en el cadalso.
Vienen luego los historiadores oriundos de Popayán: Jaime Arroyo Hurtado, el padre Manuel Antonio Bueno y Gustavo Arboleda.
Delante de los historiadores, bajo otro roble, se destacan Adolfo Dueñas, pintor y arquitecto, autor del diseño de cúpula de la catedral; y los poetas Rafael Maya, Rafael Pombo y José Asunción Silva, estos dos últimos nacidos en Bogotá de padres payaneses. 
Cierra el desfile la figura de Toribio Maya, El apóstol de la caridad.
Y en el extremo derecho, de pie sobre la piedra angular de un edificio de líneas de reminiscencias clásicas, la figura de Guillermo Valencia, cubierta con capa española, como meditando a la hora de las ensoñaciones del crepúsculo y contemplando sus hexámetros traducidos al color, por el clásico pincel de Martínez.

## Inauguración
El cuadro fue presentado a las nueve de la noche del 27 de diciembre de 1940 y en el acto se hicieron presentes el presidente de Colombia, Eduardo Santos y su esposa Lorencita Villegas de Santos; Guillermo Valencia, los superiores y profesores de la Universidad del Cauca y las autoridades civiles, religiosas y militares de la ciudad y del país. Los participantes manifestaron su admiración por el óleo.
El discurso de inauguración estuvo a cargo del rector de la Universidad del Cauca, Baldomero Sanín Cano, quien pronunció un panegírico de Popayán; analizó la índole del patriotismo de los hijos de la ciudad y bosquejó el desarrollo de la pintura, e hizo un fervoroso elogio explicativo del cuadro de Martínez, uniéndolo en la alabanza al poema inspirador de Valencia " A Popayán".

## Personajes que aparecen en el óleo
| - Luz Valencia personifica a Popayán como mujer - Martha Sarria personifica a la Poesía como mujer - Alicia Mosquera personifica a la Primavera como mujer - Don Quijote de la Mancha, personificando el espíritu caballeresco de Popayán - Tres aborígenes - Camilo Torres Tenorio - Francisco José de Caldas Tenorio - Arzobispo Ignacio León Velasco - Arzobispo Manuel Antonio Arboleda Scarpetta - Obispo Pedro Antonio Torres - Obispo Juan Nieto Polo de Águila - Sebastián de Belalcázar - Mary Mosquera viuda de Vernaza - María Mosquera - Maruja Simmonds de Lemos - Miguel Concha - Julio Guevara - Misionero y mártir, Francisco de Figueroa - Francisco de Mosquera y Figueroa - Joaquín de Mosquera y Figueroa - Matilde Olano de Fernández - José María Mosquera y Figueroa - Arzobispo Manuel José Mosquera - Tomas Cipriano de Mosquera | - Manuel María Mosquera - Joaquín Mosquera - José Hilario López - Julio Arboleda - José María Obando - Froilán Largacha - Andrés Cerón Serrano - Diego Euclides de Angulo Lemos - Julián Trujillo Largacha - Sergio Arboleda - Carlos Albán - José Rafael Mosquera - Pedro Felipe Valencia - Manuel José Castrillón - Francisco Antonio de Ulloa - Jaime Arroyo - Padre Manuel Antonio Bueno - Gustavo Arboleda - Adolfo Dueñas - Rafael Maya - Rafael Pombo - José Asunción Silva - Toribio Maya - Guillermo Valencia |